# Максиміліан де Ангеліс
Максиміліан де Ангеліс (нім. Maximilian de Angelis; нар. 2 жовтня 1889, Будапешт — пом. 6 грудня 1974, Ґрац) — австро-угорський, австрійський та німецький часів Третього Рейху воєначальник, генерал артилерії (1942) Вермахту. Кавалер Лицарського хреста Залізного хреста з Дубовим листям (1943). Учасник Першої та Другої світових війн.

## Біографія
Військова кар'єра
- 18 серпня 1910 — лейтенант
- 1 серпня 1914 — обер-лейтенант
- 1 травня 1917 — гауптман
- 1 січня 1921 — майор
- 1 березня 1923 — штабс-гауптман
- 1 листопада 1926 — майор
- 15 січня 1929 — оберст-лейтенант
- 28 червня 1933 — оберст

- 15 березня 1938 — генерал-майор
- 1 серпня 1940 — генерал-лейтенант
- 1 березня 1942 — генерал артилерії

Максиміліан де Ангеліс народився 2 жовтня 1889 року в Будапешті в родині офіцера австро-угорської армії. Після завершення навчання у середній військових шкіл в Айзенштадті та у Вейсскірхені він поступив на навчання до Терезіанської військової академії у Вінер-Нойштадті. 18 серпня 1910 року прийнятий на військову службу лейтенантом до 42-го піхотного полку у Штайрі.
1 серпня 1914 року, практично відразу після оголошення війни Австро-Угорщиною Сербії, молодому офіцеру присвоєне звання обер-лейтенант з одночасним призначенням на посаду командира артилерійської батареї. Бої на Східному фронті, 7 вересня він вперше взяв участь у бойових діях у Галичині та на півдні Польщі. З 1 липня 1915 року М. де Ангеліс переведений до штабу єгерської дивізії, що вела бої на Італійському фронті. Надалі проходив службу на різних посадах воюючої австро-угорської армії. 3 листопада 1918 року, за декілька днів до завершення Першої світової війни, потрапив у полон до італійців. З полону був визволений лише 12 жовтня 1919 року.
Після повернення на Батьківщину продовжив службу в лавах Сухопутних військ Австрії. З січня 1926 року служив офіцером генерального штабу в бригаді в Санкт-Пельтені. Посідав різнорідні штабні та командні посади до гітлерівського аншлюсу країни. Ще з початку 1930-х років був активним прибічником націонал-соціалізму в армії, навіть був готовий під час липневого путчу 1934 року перебрати на себе військове командування у Відні.
У березні 1938 року протягом трьох днів тимчасово виконував посаду державного міністра оборони в кабінеті А. Зейсс-Інкварта. Після приєднання Першої Австрійської республіки до Третього Рейху перейшов на службу до нацистів. Вже 15 березня 1938 року йому присвоєне звання генерал-майор. Протягом півтора року займав різні вищі посади.
26 серпня 1939 року генерал-майор М. де Ангеліс призначений командиром 76-ї піхотної дивізії, яка розгорталася в III військовому окрузі під час 2-ї хвилі мобілізації вермахту. З початком вторгнення німецьких військ до Польщі входила до 5-ї армії генерала від інфантерії К. Лібмана, прикриваючи французько-німецький кордон по рубежу Лінії Зігфрида у секторі Саара.
У ході Французької кампанії дивізія М. де Ангеліса входила до 23-го армійського корпусу генерала від інфантерії А.Шуберта, активно діяла при прориві через Люксембург, у боях на лінії Мажино, під Верденом та Тулем. За бойові заслуги в битвах західної кампанії його відзначили двома Залізними хрестами.
У липні 1940 року піхотну дивізію перекинули до Польщі. А напередодні початку операції «Барбаросса», 76-та дивізія у складі 11-го армійського корпусу генерала від інфантерії Й. фон Корцфляйша була зосереджена в Румунії, в районі північніше Ясс.
З початком операції «Мюнхен» дивізія М. де Ангеліса завдавала удар на північному фланзі 11-ї армії, маючи завдання прорватися до Південного Бугу. Вранці 2 липня 1941 року німецько-румунські війська перейшли в наступ, завдаючи головного удару в напрямку Ясси-Бєльці силами двох німецьких армійських корпусів, а допоміжний удар — на Могилів-Подільський силами німецького армійського корпусу та румунського кавалерійського корпусу. Уже в перший день радянська оборона на річці Прут була прорвана на глибину 8—10 кілометрів і німці поринули вперед.
Надалі М. де Ангеліс бився на півдні України, бої за Кременчук, за Артемівськ. 26 січня 1942 року його призначили командиром 44-го армійського корпусу, що бився на Донбасі проти Червоної армії. 9 лютого 1942 року генерал удостоєний Лицарського хреста Залізного хреста, а вже 1 березня він став генералом артилерії.
Літом 1942 року з початком стратегічного наступу вермахту на південному фланзі німецько-радянського фронту, корпус генерала М. де Ангеліса вів бої на західному Кавказі, бої на Кубані, за Майкоп. Після переходу до оборони утримував туапсінський напрямок. З 1943 року почалися бої за кубанський плацдарм, потім відхід до Криму. З 22 листопада до 19 грудня 1943 року очолював 6-ту армію, що билася на півдні України. З 8 квітня 1944 року знову був командувачем 6-ї армії, яка відходила до Дністра.
18 липня 1944 року прийняв у генерала гірсько-піхотних військ Ф. Беме 2-гу танкову армію, яка вела активні бойові дії в окупованій Югославії. Керував веденням ар'єргардних боїв при відході його з'єднань і частин до Белграда, у південно-західній Угорщині, південно-східній Штирії до Каринтії й далі на захід.
8 травня 1945 року командувач 2-ї танкової армії генерал артилерії М. де Ангеліс капітулював американським військам і перший час перебував у них у полоні. Однак 4 квітня 1946 року його перевели до югославського табору, де тамтешній суд виніс вирок — 20 років тюремного ув'язнення за злочини, які спричинили підпорядковані йому німецькі війська протягом 1944—1945 року. Проте, 5 березня 1949 року на полоненого генерала М. де Ангеліса разом із генерал-фельдмаршалом Е. фон Кляйстом чекала екстрадиція до Радянського Союзу. У лютому 1952 року його засудили до двох 25-річних термінів позбавлення волі.
11 жовтня 1955 року після візиту канцлера Західної Німеччини К. Аденауера до Москви, генерал М. де Ангеліс був звільнений та відправлений до Німеччини. Перший час мешкав у Ганновері, потім у Мюнхені. Тільки після амністії повернувся до Ґраца. 6 грудня 1974 року помер у віці 85 років і був похований на кладовищі Святого Леонарда в Ґраці.

## Нагороди

### Перша світова війна
- Медаль «За військові заслуги» (Австро-Угорщина) на стрічці хреста «За військові заслуги»
  - Бронзова (31 жовтня 1914)
  - Срібна (1 листопада 1916)
- Хрест «За військові заслуги» (Австро-Угорщина) 3-го класу
  - З військовою відзнакою (25 березня 1915)
  - З мечами і застібкою повторного нагородження (13 травня 1918)
- Військовий Хрест Карла
- Пам'ятна військова медаль (Австрія) з мечами
- Орден Заслуг (Австрія), лицарський хрест 1-го класу (12 травня 1936)
- Хрест «За вислугу років» (Австрія) 2-го класу для офіцерів (3 вересня 1936)
- Почесний хрест ветерана війни з мечами
- Медаль «За вислугу років у Вермахті» 4-го, 3-го, 2-го і 1-го класу (25 років)
- Залізний хрест
  - 2-го класу (13 травня 1940)
  - 1-го класу (1 червня 1940)
- Орден Михая  Хороброго 3-го класу (Румунське королівство; 19 вересня 1941)
- Лицарський хрест Залізного хреста з дубовим листям
  - Лицарський хрест (9 лютого 1942)
  - Дубове листя (№ 323; 12 листопада 1943)
- Орден Корони Румунії (1942)
- Медаль «За зимову кампанію на Сході 1941/42» (25 серпня 1942)